# Michel Patrick Boisvert
Michel Patrick Boisvert (Petit-Goâve, siglo XX) es un economista y político haitiano, que se desempeñó como Primer Ministro interino de Haití desde el 25 de febrero de 2024 hasta el 3 de junio de 2024. También, ocupó el puesto de Ministro de Economía y Finanzas entre 2020 y 2024. 
En medio de la escalada de la guerra de pandillas en Haití en marzo de 2024, fue designado Primer Ministro Interino el 25 de febrero de 2024 ante la ausencia del primer ministro Ariel Henry, siendo ratificado en el cargo por el Consejo Presidencial de Transición el 25 de abril del mismo año.

## Biografía
Nació en Petit-Goâve, en el Departamento Oeste de Haití. Se licenció como contador de la Universidad de Puerto Príncipe y como economista de la Universidad Estatal de Haití; así mismo, posee una Maestría en gestión de políticas económicas de la Universidad de Auvernia (Francia).
Comenzó su carrera trabajando para el Banco de la República de Haití, de 1991 a 1995, antes de pasar a ser funcionario del Ministerio de Economía y Finanzas en Petit-Goâve, posición que ocupó de 1995 a 2010. Entre 2010 y 2018, se desempeñó como Director de Inspección Fiscal del Ministerio.
En 2018 fue designado director general del Ministerio de Economía y Finanzas, puesto que ocupó hasta su designación como Ministro de Economía y Finanzas el 5 de marzo de 2020 por el primer ministro Joseph Jouthe. Conservó su puesto como Ministro bajo los sucesivos gobiernos de Claude Joseph y de Ariel Henry.
El 25 de febrero de 2024, asumió como Primer Ministro Interino de Haití, mientras el primer ministro Ariel Henry viajaba a Kenia para negociar el despliegue de fuerzas policiales kenianas en Haití, en medio de la crisis interna exacerbada por una escalada de la violencia armada entre pandillas.Mientras Henry estaba fuera del país, una gran ofensiva de pandillas tuvo como objetivo su gobierno, lo que llevó a un estado de desgobierno en las calles del país y obligándolo a declarar el Estado de Emergencia el 3 de marzo.
Con Henry imposibilitado para regresar al país, el 7 de marzo extendió el estado de emergencia.
Continuó como gobernante en funciones de Haití tras el 11 de marzo, cuando Henry anunció su renuncia cuando asumiese el Consejo Presidencial de Transición. Finalmente, tras demoradas negociaciones, Henry renunció el 24 de abril, asumiendo formalmente el puesto de Primer Ministro, y el 25 de abril, el nuevo Consejo lo ratificó en el cargo.